# لووتوبی
لووتوبی یک آتشفشان دوقلو است که در قسمت جنوب شرقی جزیره فلورس کشور اندونزی واقع شده است، دارای دو قله است، استراتوولکانوهای لووتوبی لاکی-لاکی (لووتوبی نر) و لووتوبی پرمپوان (لووتوبی زن) است، لووتوبی لاکی-لاکی فعال تر در حدود ۲٫۱ کیلومتر (۱٫۳ مسافت) شمال غربی لووتوبی پرمپوان بلندتر است.

اشکال قدیمی‌تر نام آن عبارتند از لبتابی، لووتیوو و لوبی توبی.

## فوران‌ها

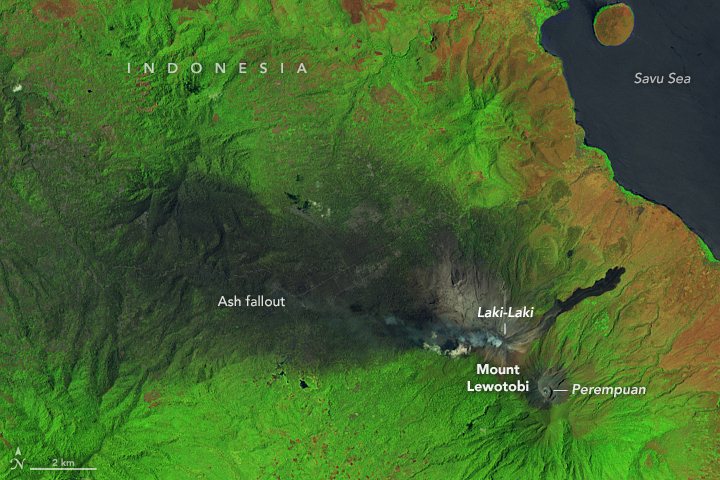
تصویر ماهواره ای فوران کوه لووتوبی لاکی-لاکی در ۵ نوامبر ۲۰۲۴

فورانی از ۲۳ دسامبر ۲۰۲۳ در لووتوبی لاکی لاکی ادامه دارد و تا ژانویه ۲۰۲۴ تا ۶۵۰۰ نفر جابجا شده است ویران کردن خانه‌ها و کشتن حداقل ده نفر، مرکز آتشفشان‌شناسی و کاهش خطرات زمین‌شناسی توصیه کرد که شعاع ۷ کیلومتری (۴٫۳ مسافت) در اطراف آتشفشان تخلیه شود، هفت روستا تحت تأثیر این فوران قرار گرفتند، فوران بزرگتر در ۷ نوامبر رخ داد، در ۸ نوامبر، آتشفشان چندین بار فوران کرد، یکی حامل یک توده خاکستر با ارتفاع ۱۰ کیلومتر (۶٫۲ مسافت) بود،در ۹ نوامبر، دوباره فوران کرد، و مقامات در تلاش بودند تا حدود ۱۶۰۰۰ نفر را از روستاهای مجاور تخلیه کنند، این فوران باعث اختلال در پرواز در بالی و لغو جشنواره جاز در لابوان باجو شد.